# یک نور دیگر (ترانه لینکین پارک)

جلد آلبوم یک نور دیگر

"یک نور دیگر" (به انگلیسی: One More Light) ترانه‌ای از گروه لینکین پارک است. این ترانه نهمین ترانه از آلبومی با همین نام (یک نور دیگر) می‌باشد؛ آهنگ یک نور دیگر، در سوم اکتبر سال ۲۰۱۷ به صورت دیجیتالی منتشر شد.

## خاص بودن این ترانه
با وجود برخی انتقادات به لینکین پارک برای آخرین آلبوم خود با چستر، اما بسیاری این آلبوم را سبکی نوین در موسیقی می‌دانستند؛ در این ترانه دیگر از فریادهای همیشگی چستر خبری نبود (البته در بخشی از ترانه بازهم این عمل انجام می‌شود)، چستر در این ترانه آرام‌تر از همیشه و البته با احساس تر اجرا می‌کرد.
پس از خودکشی چستر این ترانه توسط هواداران لینکین پارک بیشتر مورد توجه قرار گرفت.

## موزیک ویدئو
پس از درگذشت چستر بنینگتون، کار ساخت موزیک ویدئوی این ترانه به تأخیر افتاد، در نهایت در تاریخ ۱۳۹۶/۰۶/۲۷ گروه با کارگردانی جو هان، بالاخره برای یک نور دیگر موزیک ویدئویی در یوتیوب منتشر کرد؛ این موزیک ویدئوی احساسی بیش از یک میلیارد بازدید، تنها در کانال رسمی یوتیوب لینکین پارک داشته‌است.
همزمان با انتشار بخش‌هایی از آن در اینستاگرام لینکین پارک به نمایش درآمد و مایک شینودا از هواداران خواست تا آن را به اشتراک بگذراند؛ جو هان هم ضمن درخواست این موضوع، عقیده داشت چستر هنگام اجرای این ترانه احساسات زیادی به خرج می‌داده‌است.

## رویدادها
این ترانه توسط گروه‌های راک دیگری نیز برای گرامی‌داشت چستر اجرا شد.
پس از درگذشت چستر بنینگتون، گروه لینکین پارک برای یادبود او در هالیوود بول مراسمی برگزار کرد که خوانندگان دیگری ترانه‌های او را می‌خواندند؛ با این حال مایک شینودا شخصاً این ترانه را اجرا کرد.
این ترانه در برخی نظرسنجی‌های انجام شده بین ترانه‌های آخرین آلبوم لینکین پارک با چستر (یک نور دیگر)، در رتبه دوم از لحاظ محبوبیت قرار دارد.

## دیگر نسخه‌ها
استیو آئوکی که قبلاً با لینکین پارک همکاری داشت، نسخه‌ای ویرایش شده از این ترانه را منتشر کرد. این نسخه از ترانه یک نور دیگر، در کانال یوتیوب لینکین پارک هم منتشر شد و از هواداران بازخوردهای مثبتی گرفت.

## دست‌اندرکاران

### گروه لینکین پارک
- چستر بنینگتون: خواننده
- مایک شینودا: تهیه‌کننده، کیبورد
- براد دلسون: تهیه‌کننده، گیتار
- دیوید مایکل فارل: گیتار بیس
- مستر هان (جو): نمونه‌گیری، برنامه‌ریزی موسیقی

### دیگر موسیقی‌دانان
- الن وایت: گیتار، پیانو

### گروه تولید
- نوشته شده توسط: مایک شینودا و فرانسیس وایت
- تولید شده توسط: مایک شینودا و براد دلسون
- تولید آواز توسط امیلی رایت
- اجرای موسقی توسط لینکین پارک
- آوازها: توسط چستر بنینگتون و مایک شینودا
- خوانندگی چستر ضبط شده در: The Pool Recording Studio، لندن، انگلستان
- خوانندگی (بخش‌هایی از ترانه به صورت زیر) مایک در The Warehouse Studio، ونکوور، بریتیش کلمبیا، کانادا ضبط شده‌است
- موسیقی ضبط شده در Larrabee Studios, North Hollywood, CA و Sphere Studios, North Hollywood, CA
- سازمان‌دهی شده توسط اتان ماتس، مایک شینودا و جاش نیوئل
- دستیار تولید: آلخاندرو بایما
- دستیار استودیو B: وارن ویلیس
- استودیو تکنولوژی درام: جری جانسون
- میکس شده توسط منی ماروکوین در استودیو لاراب، شمال هالیوود
- متخصص میکس: کریس گالاند با کمک جف جکسون و رابین فلورنت

## رتبه در جدول
| جدول سال ۲۰۱۷             | رتبه |
| استرالیا                  | ۸۵   |
| اتریش                     | ۳۵   |
| کانادا                    | ۹۱   |
| جمهوری چک                 | ۲۴   |
| فرانسه                    | ۱۱۱  |
| آلمان                     | ۵۱   |
| مجارستان                  | ۳۱   |
| مجارستان                  | ۴۰   |
| ایتالیا                   | ۷۹   |
| فیلیین                    | ۵۵   |
| پرتغال                    | ۶۱   |
| اسکاتلند                  | ۴۹   |
| اسلواکی                   | ۳۷   |
| سوئیس                     | ۴۸   |
| آمریکا (بیلبورد)          | ۴۰   |
| آمریکا (صد آهنگ داغ)      | ۴    |
| آمریکا (آهنگ‌های برتر راک) | ۱۰   |
| ------------------------- | ---- |

## تاریخ پخش
| منطقه  | تاریخ        | قالب                         | برچسب        | منبع  |
| ------ | ------------ | ---------------------------- | ------------ | ----- |
| آمریکا | ۲ اکتبر ۲۰۱۷ | Hot adult contemporary radio | وارنر برادرز | [ ۷ ] |
| آمریکا | ۳ اکتبر ۲۰۱۷ | Contemporary hit radio       | وارنر برادرز | [ ۸ ] |